# Комарова Ольга Альбертівна
Ольга Альбертівна Комарова (нар. 9 червня 1975, місто Кіровоград (нині Кропивницький)) — український економіст. Доктор економічних наук (2010), професор (2012).

## Біографічні відомості
У 1997 році закінчила Кіровоградський сільськогосподарський інститут машинобудування, де з 1998 року (з перервами) й працює (нині Центральноукраїнський національний технічний університет).
Упродовж 2000—2002 років працювала у Раді по вивченню продуктивних сил України НАНУ.
З 2008 по 2010 рік — професор кафедри менеджменту та економіки Державної льотної академії України.
З 2010 по 2011 рік — професор кафедри менеджменту та адміністративного права Кіровоградського юридичного інституту Харківського університету внутрішніх справ.
З 2011 року професор кафедри фінансів та планування Центральноукраїнського національного технічного університету.
Сфера наукових інтересів: економіка освіти, формування освітнього потенціалу суспільства.

## Вибрані праці
- Гуманітарна сфера: питання теорії і практики. — К., 2002 (у співавторстві);
- Освітній потенціал: теоретико-методологічні та практичні аспекти формування. — Кр., 2009;
- Формування освітнього потенціалу суспільства: методологія, методика, практика. — Кр., 2011;
- Роль освітнього потенціалу в інформаційному суспільстві // Актуал. пробл. економіки. — 2011. — № 11.